# Phrygische Pentapolis
Als phrygische Pentapolis wurde in der Antike eine Gruppe von fünf Städten in Phrygien bezeichnet. Auch die Umgebung dieser Städte, heute die Talebene um Sandıklı (Sandıklı Ovası), wurde Pentapolis genannt. 
Der Begriff findet sich so einzig in späten Quellen: in den Akten des Konzils von Konstantinopel von 553 und bei Niketas Choniates. William Mitchell Ramsay identifizierte die bei Hierokles (676, 8–677, 2) aufgezählten fünf ersten Städte in der Provinz Phrygia Salutaris als die fünf Städte der Pentapolis.
Dazu zählen:
- Eukarpia (heute Emirhisar),
- Hierapolis (heute Koçhisar),
- Otrous (heute Yanıkören),
- Stektorion (heute Kocahüyük, nordöstlich von Menteş) und
- Brouzos (heute Karasandıklı).